# Acesias
Acesias (tiếng Hy Lạp Ἀκεσίας) là một thầy thuốc Hy Lạp cổ đại, tuổi và quê hương của ông hiện không rõ.
Tuy nhiên, chắc chắn rằng ông đã sống chí ít là ngay vào thế kỷ thứ 4 TCN, theo như câu tục ngữ Ἀκεσίας ἰάσατο, "Acesias đã chữa cho anh ta", được trích dẫn trong tác phẩm của Aristophanes. Câu nói này (là điều duy nhất chúng ta biết về Acesias) được sử dụng khi bệnh tình của một người nào đó trở nên tồi tệ hơn thay vì tốt hơn trong quá trình chữa trị, và được đề cập tới trong tác phẩm Suda, Zenobios, Diogenianus, Michael Apostolius, và Plutarch.
Có khả năng rằng một tác giả mang tên gọi này, và được đề cập bởi Athenaeos là người đã viết một luận thuyết bàn về Nghệ thuật Nấu Ăn (ὀψαρτυτικά), có thể là một và là cùng một người, nhưng chúng ta không có thông tin chắc chắn về điều này.